# Гран-при Стокгольма
Гран-при Стокгольма — международные легкоатлетические соревнования в помещении, которые проводятся в Стокгольме, Швеция. Ежегодно проходят в феврале в Глобен-Арене. Являются одним из этапов IAAF Indoor Permit Meetings.

## Мировые рекорды
За всю историю проведения соревнований, здесь были установлены следующие мировые рекорды:
| Год  | Дисциплина      | Рекорд   | Легкоатлет          | Страна   |
| ---- | --------------- | -------- | ------------------- | -------- |
| 2014 | 3000 метров     | 8.16,60  | Гензебе Дибаба      | Эфиопия  |
| 2012 | Прыжок с шестом | 5,01 м   | Елена Исинбаева     | Россия   |
| 2009 | 5000 метров     | 14.24,37 | Месерет Дефар       | Эфиопия  |
| 2002 | Прыжок с шестом | 4,72 м   | Светлана Феофанова  | Россия   |
| 1999 | Прыжок с шестом | 4,56 м   | Николь Гумберт      | Германия |
| 1999 | 1000 метров     | 2.30,94  | Мария Мутола        | Мозамбик |
| 1998 | 5000 метров     | 12.51,48 | Даниэль Комен       | Кения    |
| 1997 | 5000 метров     | 12.59,04 | Хайле Гебреселассие | Эфиопия  |
| 1996 | 1000 метров     | 2.31,23  | Мария Мутола        | Мозамбик |